# Shadda

Shadda posta sopra un carattere d'esempio

Shadda (in arabo شَدَّة‎?), o anche tashdīd (in arabo تَشْدِيد‎?, "potenziamento, rafforzamento"), è un segno diacritico che nella lingua araba si colloca sopra una consonante per avvertire il lettore che essa è geminata foneticamente – come nel caso di palla rispetto a pala in italiano.
Questo segno (ــّـ‎), simile alla lettera greca omega (ω), si trova nei testi corredati da diacritici per evitare errori o dubbi nella lettura, per esempio il Corano o le grammatiche e vocabolari di arabo.

## Fonti
- Abu-Chacra, Faruk. Arabic. An Essential Grammar. Routledge, Londra e New York: 2007.